# Calixto Pérez Guarner
Calixto Pérez Guarner (Manuel, (Ribera Alta), 14 d'octubre, 1797 - Alacant, 1881) fou un músic germà petit de Francisco Pérez Guarner, també músic.
Com el seu germà Francisco, fou deixeble a Xàtiva del mestre de capella Morata García, i quan aquell aconseguí el magisteri de la capella de Sant Nicolau d'Alacant, l'acompanyà a aquella vila, on es dedicà a l'ensenyança del piano i cant, i primer desenvolupà interinament el 1818 la plaça d'organista per l'absència de Manuel Guarnica, i després, el 1819, l'aconseguí en propietat.
Quan el seu germà morí sol·licità la vacant, al·legant, a més de la seva competència, haver sigut miliciano nacional, i li atorgaren que continués regint la capella fins que es proveís en oposició. El 1824 aquesta es portà a fi. Hi acudí Calixto, el tribunal aprovà els seus exercicis, però no li donà el primer lloc de la terna, sent nomenat mestre de capella José Vasco. Aquests entrebancs el mogueren a abandonar l'exercici professional de la música; renuncià al seu càrrec d'organista i establí un comerç que encara el 1903 s'anomenava casa del mestre de capella. Durant molts anys dirigí els concerts que se celebraven a Alacant.